# 2018-as U17-es női labdarúgó-Európa-bajnokság
A 2018-as U17-es női labdarúgó-Európa-bajnokság a tizenegyedik kiírása volt a tornának, melyet 2018. május 9. és május 21. között rendeztek meg Litvániában. A tornán a 2001. január 1. után született női labdarúgók vehettek részt. Az esemény egyben a 2018-as U17-es női labdarúgó-világbajnokság selejtezője is volt.

## Résztvevők
A következő országok vettek részt a tornán.
| - Litvánia - Németország | - Finnország - Hollandia | - Lengyelország - Spanyolország | - Olaszország - Anglia |

## Helyszínek
| Város       | Stadion             | Befogadóképesség |
| ----------- | ------------------- | ---------------- |
| Marijampolė | Sūduva stadion      | 6 500            |
| Alytus      | Alytus Stadium      | 3 748            |
| Šiauliai    | Savivaldybė Stadium | 4 000            |

## Játékvezetők
A játékvezetők hivatalos listája:
| Játékvezető - Khristiyana Guteva - Lucie Šulcová - Frida Mia Klarlund Nielsen - Irena Velevačkoska - Désirée Grundbacher - Kateryna Usova | Asszisztens - Sara Telek - Almira Spahić - Maja Petravić - Polyxeni Irodotou - Élodie Coppola - Yelena Alistratova - Diāna Vanaga - Sandra Österberg | Tartalék játékvezető - Rasa Imanalijeva - Jurgita Mačikunytė |

## Csoportkör
A sorrend meghatározása
A csapatokat a pontok száma alapján rangsorolták (3 pont egy győzelem, 1 pont egy döntetlen, 0 pont egy vereség). Az Európa-bajnokság csoportjaiban ha két vagy több csapat a csoportmérkőzések után azonos pontszámmal állt, a következő pontok alapján kellett megállapítani a sorrendet (a versenyszabályzat 17.01. és 17.02. pontja alapján):
1. több szerzett pont az azonosan álló csapatok között lejátszott mérkőzéseken
2. jobb gólkülönbség az azonosan álló csapatok között lejátszott mérkőzéseken (ha kettőnél több csapat áll azonos pontszámmal)
3. több szerzett gól az azonosan álló csapatok között lejátszott mérkőzéseken (ha kettőnél több csapat áll azonos pontszámmal)
4. Ha a felsorolt első három pont alapján két, vagy több csapat még mindig holtversenyben állt, akkor az első három pontot mindaddig alkalmazni kellett, ameddig nem volt eldönthető a sorrend. Ha a sorrend nem dönthető el, akkor az 5–9. pontok alapján állapították meg a sorrendet
5. jobb gólkülönbség az összes csoportmérkőzésen
6. több szerzett gól az összes csoportmérkőzésen
7. ha két csapat a felsorolt első hat pont alapján holtversenyben állt úgy, hogy az utolsó csoportmérkőzést egymás ellen játszották (azaz az utolsó csoportmérkőzés, amelyet egymás ellen lejátszottak, döntetlen lett, és a pontszámuk, összesített gólkülönbségük, az összes szerzett góljuk száma is azonos) és nincs harmadik csapat, amely velük azonos pontszámmal állt, akkor közöttük büntetőrúgások döntöttek a sorrendről.
8. kevesebb büntetőpont, amely a sárga és piros lapok számán alapul (piros lap = 3 points, sárga lap = 1 point, egy mérkőzésen két sárga lap és kiállítás = 3 points);
9. jobb koefficines a selejtező sorsolásakor;
10. sorsolás

Minden időpont litvániai idő szerinti. (EEST)

### A csoport
| Hely. | Csapat       | M | Gy | D | V | G+ | G– | Gk  | P | Továbbjutás              |
| ----- | ------------ | - | -- | - | - | -- | -- | --- | - | ------------------------ |
| 1.    | Németország  | 3 | 2  | 1 | 0 | 12 | 3  | +9  | 7 | Egyenes kieséses szakasz |
| 2.    | Finnország   | 3 | 2  | 0 | 1 | 7  | 3  | +4  | 6 | Egyenes kieséses szakasz |
| 3.    | Hollandia    | 3 | 1  | 1 | 1 | 12 | 4  | +8  | 4 |                          |
| 4.    | Litvánia (H) | 3 | 0  | 0 | 3 | 0  | 21 | −21 | 0 |                          |

| 2018. május 9. 17:00 |

| Finnország   | 1–2               | Németország      |
| ------------ | ----------------- | ---------------- |
| Vuorinen 53' | (0–0) Jegyzőkönyv | Martinez 71' 80' |

| Sūduva stadion, Marijampolė Játékvezető: Irena Velevačkoska (macedón) |

| 2018. május 9. 17:00 |

| Litvánia | 0–9               | Hollandia |
| -------- | ----------------- | --- |
|          | (0–6) Jegyzőkönyv | Ubartaitė 2' Van de Westeringh 10' 17' 79' Van de Velde 15' Leuchter 25' 75' Tromp 29' (11-esből) Foederer 60' |

| Alytus Stadium, Alytus Játékvezető: Hristiana Guteva (bolgár) |

| 2018. május 12. 11:00 |

| Németország                  | 2–2               | Hollandia              |
| ---------------------------- | ----------------- | ---------------------- |
| Martinez 73' Donhauser 80+4' | (0–1) Jegyzőkönyv | Hendriks 28' Grant 52' |

| Savivaldybė Stadium, Šiauliai Játékvezető: Désirée Grundbacher (svájci) |

| 2018. május 12. 17:00 |

| Litvánia | 0–4               | Finnország                                |
| -------- | ----------------- | ----------------------------------------- |
|          | (0–2) Jegyzőkönyv | Huhta 25' 39' 63' Koivisto 52' (11-esből) |

| Savivaldybė Stadium, Šiauliai Játékvezető: Lucie Šulcová (cseh) |

| 2018. május 15. 19:00 |

| Németország                                                             | 8–0               | Litvánia |
| ----------------------------------------------------------------------- | ----------------- | -------- |
| Corley 35' Fuso 44' Weidauer 47' 80+2' Martinez 56' 57' 65' Fudalla 76' | (1–0) Jegyzőkönyv |          |

| Alytus Stadium, Alytus Játékvezető: Kateryna Usova (ukrán) |

| 2018. május 15. 19:00 |

| Hollandia               | 1–2               | Finnország               |
| ----------------------- | ----------------- | ------------------------ |
| Leuchter 77' (11-esből) | (0–0) Jegyzőkönyv | Juvonen 50' Vuorinen 73' |

| Sūduva stadion, Marijampolė Játékvezető: Frida Nielsen (dán) |

### B csoport
| Hely. | Csapat        | M | Gy | D | V | G+ | G– | Gk | P | Továbbjutás              |
| ----- | ------------- | - | -- | - | - | -- | -- | -- | - | ------------------------ |
| 1.    | Spanyolország | 3 | 2  | 1 | 0 | 7  | 1  | +6 | 7 | Egyenes kieséses szakasz |
| 2.    | Anglia        | 3 | 1  | 1 | 1 | 7  | 4  | +3 | 4 | Egyenes kieséses szakasz |
| 3.    | Olaszország   | 3 | 0  | 2 | 1 | 0  | 4  | −4 | 2 |                          |
| 4.    | Lengyelország | 3 | 0  | 2 | 1 | 2  | 7  | −5 | 2 |                          |

| 2018. május 9. 11:00 |

| Olaszország | 0–0               | Spanyolország |
| ----------- | ----------------- | ------------- |
|             | (0–0) Jegyzőkönyv |               |

| Savivaldybė Stadium, Šiauliai Játékvezető: Frida Nielsen (dán) |

| 2018. május 9. 17:00 |

| Lengyelország                | 2–2               | Anglia                |
| ---------------------------- | ----------------- | --------------------- |
| Filipczak 48' Tomasiak 80+2' | (0–0) Jegyzőkönyv | Park 58' McKenzie 68' |

| Savivaldybė Stadium, Šiauliai Játékvezető: Lucie Šulcová (cseh) |

| 2018. május 12. 13:00 |

| Spanyolország        | 2–1               | Anglia     |
| -------------------- | ----------------- | ---------- |
| Arana 4' Navarro 70' | (1–1) Jegyzőkönyv | Salmon 26' |

| Alytus Stadium, Alytus Játékvezető: Kateryna Usova (ukrán) |

| 2018. május 12. 15:00 |

| Lengyelország | 0–0               | Olaszország |
| ------------- | ----------------- | ----------- |
|               | (0–0) Jegyzőkönyv |             |

| Sūduva stadion, Marijampolė Játékvezető: Hristiana Guteva (bolgár) |

| 2018. május 15. 13:00 |

| Spanyolország                                                | 5–0               | Lengyelország |
| ------------------------------------------------------------ | ----------------- | ------------- |
| Navarro 8' (11-esből) 34' Hernández 40' Esteve 61' Arana 66' | (3–0) Jegyzőkönyv |               |

| Alytus Stadium, Alytus Játékvezető: Désirée Grundbacher (svájci) |

| 2018. május 15. 13:00 |

| Anglia                           | 4–0               | Olaszország |
| -------------------------------- | ----------------- | ----------- |
| Salmon 47' 63' 65' Blanchard 72' | (0–0) Jegyzőkönyv |             |

| Sūduva stadion, Marijampolė Játékvezető: Irena Velevačkoska (macedón) |

## Egyenes kieséses szakasz
Az egyenes kieséses szakaszban döntetlen esetén nincs hosszabbítás, hanem a rendes játékidő letelte után rögtön büntetőrúgások következnek.
|  |               |               |               |               |   |             |             |       |
|  | Elődöntők     | Elődöntők     | Elődöntők     |               |   | Döntő       | Döntő       | Döntő |
|  | Elődöntők     | Elődöntők     | Elődöntők     |               |   | Döntő       | Döntő       | Döntő |
|  | május 18.     |               |               |               |   |             |             |       |
|  |               |               |               |               |   |             |             |       |
|  | Németország   | Németország   | 8             |               |   |             |             |       |
|  | Németország   | Németország   | 8             | május 21.     |   |             |             |       |
|  | Anglia        | Anglia        | 0             |               |   |             |             |       |
|  | Anglia        | Anglia        | 0             |               |   | Németország | Németország | 0     |
|  | május 18.     |               |               |               |   | Németország | Németország | 0     |
|  |               |               | Spanyolország | Spanyolország | 2 |             |             |       |
|  | Spanyolország | Spanyolország | Spanyolország | Spanyolország | 2 | 1           |             |       |
|  | Spanyolország | Spanyolország |               |               |   |             |             |       |
|  | Finnország    | Finnország    | 0             |               |   |             |             |       |
|  | Finnország    | Finnország    | 0             |               |   |             |             |       |
|  |               |               |               |               |   |             |             |       |

### Elődöntők
A győztesek automatikusan jogosultak a 2018-as U17-es női labdarúgó-világbajnokságon való részvételre.
| 2018. május 18. 16:30 |

| Németország                                                          | 8–0               | Anglia |
| -------------------------------------------------------------------- | ----------------- | ------ |
| Rendell 23' Martinez 27' 44' 61' Köster 30' 72' Fuso 50' Fudalla 64' | (3–0) Jegyzőkönyv |        |

| Alytus Stadium, Alytus Játékvezető: Hristiana Guteva (bolgár) |

| 2018. május 18. 19:00 |

| Spanyolország | 1–0               | Finnország |
| ------------- | ----------------- | ---------- |
| Navarro 52'   | (0–0) Jegyzőkönyv |            |

| Sūduva stadion, Marijampolė Játékvezető: Lucie Šulcová (cseh) |

### Rájátszás a női U17-es labdarúgó-világbajnokságért
A győztes kijut a 2018-as U17-es női labdarúgó-világbajnokságra.
| 2018. május 21. 14:00 |

| Anglia   | 1–2               | Finnország             |
| -------- | ----------------- | ---------------------- |
| Park 12' | (1–0) Jegyzőkönyv | Huhta 46' Kantanen 61' |

| Alytus Stadium, Alytus Játékvezető: Frida Nielsen (dán) |

### Döntő
| 2018. május 21. 19:00 |

| Németország | 0–2               | Spanyolország   |
| ----------- | ----------------- | --------------- |
|             | (0–0) Jegyzőkönyv | Navarro 46' 73' |

| Sūduva stadion, Marijampolė Játékvezető: Désirée Grundbacher (svájci) |

| 2018-as U17-es női labdarúgó-Európa-bajnokság bajnoka: |
| ------------------------------------------------------ |
| SPANYOLORSZÁG 4. cím                                   |

## Gólszerzők
9 gólos
| - Shekiera Martinez |

6 gólos
| - Eva Navarro |

4 gólos
| - Ebony Salmon |

3 gólos
| - Annika Huhta | - Romée Leuchter | - Kirsten van de Westeringh |

2 gólos
| - Aino Vuorinen - Vanessa Fudalla | - Ivana Fuso - Leonie Köster | - Sophie Weidauer - Paula Arana |

1 gólos
| - Annabel Blanchard - Paris McKenzie - Jess Park - Kaisa Juvonen - Vilma Koivisto - Gia Corley | - Laura Donhauser - Dana Foederer - Chasity Grant - Gwyneth Hendriks - Nikita Tromp - Jonna van de Velde | - Paulina Filipczak - Paulina Tomasiak - Aida Esteve - Paola Hernández |

öngólos
| - Kayla Rendell (Németország ellen) | - Laura Ubartaitė (Hollandia ellen) |  |